# Benjamin Chaud
Benjamin Chaud, né le 29 janvier 1975 à Briançon (Hautes-Alpes), est un artiste français, illustrateur et auteur de littérature jeunesse.

## Biographie
Benjamin Chaud a suivi des études de dessin à l'École des Arts Appliqués de Paris, et à l'École supérieure des arts décoratifs de Strasbourg avec Claude Lapointe. Il a vécu plusieurs années à Marseille, puis à Paris, et travaille à Die dans la Drôme, dans un atelier qu'il partage avec un autre auteur illustrateur, Gaëtan Dorémus. En 2018, il précise : « Il était dans ma classe à Strasbourg. La présence de l'autre nous motive, on se soutient et on se donne des conseils. »
Il débute dans la presse jeunesse, et indique, en 2018 : « J'ai arrêté car il fallait être trop réactif et je n'aimais pas forcément comment c'était imprimé. ».  Ses premiers albums sont publiés à la fin des années 1990, lorsqu'il a 24 ans. 
Il est l'auteur et l'illustrateur d'albums jeunesse tels Une chanson d'ours en 2011, qui met en scène Papa Ours et Petit Ours. Leurs aventures continuent dans Coquillages et petit ours (2012),  Poupoupidours (2014) puis dans  Pompon ours dans les bois (2018). Il est également l'auteur et l'illustrateur depuis 2017 de la série Les petits Marsus, inspiré du célèbre Marsupilami d'André Franquin. Il est édité par les éditions Hélium.
Il est illustrateur de plusieurs auteurs jeunesse, publiés par divers éditeurs jeunesse, dont la série du petit éléphant Pomelo, sur des textes de Ramona Bádescu, commencée en 2002, et qui comporte une quinzaine de titres. En 2016, sur son travail avec Ramona Bádescu, il explique : « Nous travaillons côte à côte, pas à pas : nous échangeons des idées d'aventures, de dessins, de textes; nous nous égarons, nous rions, nous réfléchissons sans rien dire et petit à petit l'histoire prend forme. » Plusieurs titres de la série Pomelo font partie de la « Bibliothèque jeunesse idéale » du Centre national de la littérature pour la jeunesse (BnF).
Il a entre autres été inspiré par un livre italien féministe, Rose Bombonne, d’Adela Turin, illustré par Nella Bosnia, paru l'année de sa naissance, en 1975. Il déclare, en juin 2019 : « J’étais complètement fasciné par les pages roses. C’était des expériences complètement psychédéliques pour moi, car je rentrais dans ces pages roses, j’étais obsédé par ce rose et par ces éléphants... que j’ai repris, depuis, dans la série des Pomelo ! ».
En 2019, il explique son travail, et indique : « J’aime beaucoup travailler au café [...]. En général il faut que je dessine mille fois la même chose avant de trouver un dessin qui me plaît, j’ai besoin de beaucoup rater. [...] Je travaille aussi très bien dans le train parce que c’est impossible d’en sortir et je n’ai que ça à faire. »
Il illustre également depuis 2005 la série La fée Coquillette, écrite par Didier Lévy, qui a été adaptée en série d'animation de neuf épisodes, en 2009, ainsi que plusieurs titres de Davide Cali ou de l'auteure suédoise Eva Susso (sv).
En 2019, il commence la série Taupe et mulot avec l'auteur illustrateur Henri Meunier. Pour  le premier opus Les beaux jours, Michel Abescat écrit dans le journal Télérama : « trois histoires à la fraîcheur craquante comme sorties de l’éternité de l’enfance [...] Et deux héros de belle fantaisie ». Le huitième tome est publié en 2024.
De 2017 à 2020, il est sélectionné quatre années d'affilée pour le prestigieux prix suédois, le Prix commémoratif Astrid-Lindgren.

## Œuvres

### Textes et illustrations
- Le cirque catastrophe, Nathan, 2000
- La princesse de la pluie, Nathan, 2001
- Bidules, trucs et zigouigouis, Tourbillon, 2003
- Tralali, la musique des petits bruits, instrumentation Laurent Sauvagnac, Hélium, 2009 - album-CD
- Jojo, le roi des joujoux, Actes Sud junior, 2011
- Adieu Chaussette, Actes Sud, 2014 ; rééd. Cambourakis
- L'art à table[11],[12], Hélium, 2016
- Le pire anniversaire de ma vie, Hélium, 2016
- Ma folle vie de dessinateur, Hélium, 2021

#### Série Papa-Ours / Pompon Ours
- Une chanson d'ours, Hélium, 2011 « Bibliothèque jeunesse idéale »[4] du Centre national de la littérature pour la jeunesse (BnF).
- Coquillages et petit ours, Hélium, 2012
- Poupoupidours, Hélium, 2014
- Pompon ours dans les bois, Hélium, 2018
- Pompon ours et Pompoms blancs, Hélium, 2020

#### SérieLes petits Marsus
- Série Les petits Marsus, Little urban, 2017-en cours
  - L'école des petits Marsus, 2017
  - Le nouveau nid des petits Marsus, 2017
  - Les petits Marsus et la grande ville, 2018
  - Les petits Marsus et la drôle de créature, 2018
  - Le très grand Marsu, 2020

### Illustrations

#### Textes deRamona Bádescu, dont la sériePomelo
- 1, 2, 3, perdu !, texte de Ramona Bádescu, A. Michel jeunesse, 2005
- L'amour ?[13], texte de Ramona Bádescu, Naïve, 2005 ; rééd. Cambourakis
- Le gros camion qui pue de mon papa, texte de Ramona Bádescu, A. Michel jeunesse, 2006
- Monstres chéris : une famille comme les autres (Album à colorier)[14], texte de Ramona Bádescu, Naïve, 2006

Série Pomelo
- Pomelo est bien sous son pissenlit, texte de Ramona Bádescu, A. Michel jeunesse, 2002 ; et rééd. Magnard
- Pomelo est amoureux, texte de Ramona Bádescu, A. Michel jeunesse, 2003
- Pomelo rêve, texte de Ramona Bádescu, A. Michel jeunesse, 2004
- Pomelo se demande, texte de Ramona Bádescu, A. Michel jeunesse, 2006
- Pomelo s'en va de l'autre côté du jardin[15], texte de Ramona Bádescu, A. Michel jeunesse, 2007
- Pomelo voyage, texte de Ramona Bádescu, A. Michel jeunesse, 2009
- Pomelo grandit, texte de Ramona Bádescu, A. Michel jeunesse, 2010
- Pomelo et les contraires, texte de Ramona Bádescu, A. Michel jeunesse, 2011
- Pomelo et les couleurs, texte de Ramona Bádescu, A. Michel jeunesse, 2011
- Pomelo et la grande aventure, texte de Ramona Bádescu, A. Michel jeunesse, 2012
- Pomelo et les formes, texte de Ramona Bádescu, A. Michel jeunesse, 2013
- Pomelo et l'incroyable trésor, texte de Ramona Bádescu, A. Michel jeunesse, 2015
- Pomelo se souvient, texte de Ramona Bádescu, A. Michel jeunesse, 2017
- Pomelo découvre, texte de Ramona Bádescu, A. Michel jeunesse, 2018
- Pomelo imagine, texte de Ramona Bádescu, A. Michel jeunesse, 2020

#### Textes de Didier Lévy
- Mon carnet secret, le Père Noël, texte Didier Lévy, ill. Benjamin Chaud, Aurélie Guilleret, Vanessa Hié, et al., Nathan, 2001
- Piccolo le pénible, texte Didier Lévy, ill. Benjamin Chaud, A. Michel jeunesse, 2004

Série La fée Coquillette, Albin Michel Jeunesse
- La fée Coquillette et l'ours mal léché, 2005
- La fée Coquillette fait la maîtresse, 2005 Prix des incorruptibles 2007[16]
- La fée Coquillette aime les histoires d'amour, 2006
- La fée Coquillette et le koala à gros nez, 2006
- Carnet magique de la fée Coquillette, 2007
- La fée Coquillette et la maison du bonheur, 2007
- La fée Coquillette et l'arbre-école, 2008
- La fée Coquillette et la vache apprentie sorcière, 2008
- Le bric-à-brac de la fée Coquillette : 35 jeux loufoques et magiques, 2008
- La fée Coquillette et le croquo baigneur, 2009
- La fée Coquillette présente Télé-Coquillette, 2009
- La fée Coquillette et le concours de fées, 2010
- La fée Coquillette mène l'enquête, 2011

#### Textes de Sylvie de Mathuisieulx
- La maîtresse est foldingue, texte de Sylvie de Mathuisieulx, ill. de Benjamin Chaud, Éd. Milan, 2000
- Le secret de la maîtresse, ill. de Benjamin Chaud, Éd. Milan, 2005
- La maîtresse a peur du noir, ill. de Benjamin Chaud, Éd. Milan, 2007
- Les vacances de la maîtresse, ill. de Benjamin Chaud, Éd. Milan, 2013

#### Textes deDavide Cali
- Je n'ai pas fait mes devoirs parce que, texte Davide Cali, ill. Benjamin Chaud, Hélium, 2014
- Je suis en retard à l'école parce que, texte Davide Cali, ill. Benjamin Chaud, Hélium, 2015
- La vérité sur mes incroyables vacances, texte Davide Cali, ill. Benjamin Chaud, Hélium, 2016
- J'ai perdu ma classe au musée parce que, texte Davide Cali, ill. Benjamin Chaud, Hélium, 2017
- La vérité sur ma folle école, texte Davide Cali, ill. Benjamin Chaud, Hélium, 2019
- Les adultes ne font jamais ça !, texte Davide Cali, ill. Benjamin Chaud, Hélium, 2020

#### Textes de Eva Susso
- L'abominable homme des neiges, texte Eva Susso (sv), ill. Benjamin Chaud, traduit du suédois par Jean-Baptiste Coursaud, A. Michel jeunesse, 2013
- Le génie de la bouteille, texte Eva Susso, ill. Benjamin Chaud, traduit du suédois par Jean-Baptiste Coursaud, A. Michel jeunesse, 2016
- Binta danse, texte Eva Susso, ill. Benjamin Chaud, traduit du suédois par Jean-Baptiste Coursaud, Cambourakis, 2018
- Milo joue du tambour, texte Eva Susso, ill. Benjamin Chaud, traduit du suédois par Jean-Baptiste Coursaud, Cambourakis, 2018
- Simon se promène, texte Eva Susso, ill. Benjamin Chaud, traduit du suédois par Jean-Baptiste Coursaud, Cambourakis, 2018  « Bibliothèque jeunesse idéale »[4] du Centre national de la littérature pour la jeunesse (BnF).

#### AvecHenri Meunier
- Série Taupe et mulot[8], Henri Meunier et Benjamin Chaud, Hélium

1. Les beaux jours[9],[17], 2019
2. La tarte aux lombrics[18], 2019
3. Notre part de ciel, 2020
4. Bonnet blanc et blanc bonnet[19], 2021
5. Apprendre à voler, 2022
6. Faire famille, 2023
7. Atteindre les sommets, 2023
8. Faire fête de nos infortunes, 2024

#### Autres
- Mon pépé il entend rien, et pourtant il a des oreilles immenses !, texte Claude Habrekorn-Indjeyan, ill. Serge Bloch et Benjamin Chaud, Nathan, 1999
- Tout pour réussir Halloween, texte Mymi Doinet, ill. par Benjamin Chaud, Nathan, 2000
- Laissez passer les biquettes !, texte Michel Piquemal, ill. de Benjamin Chaud, Nathan, 2000
- Mes frères et sœurs, c'est l'horreur !, texte Béastuce Rouer, ill. de Benjamin Chaud, Nathan, 2000
- Où est la poire ? Dans le pommier !, textes de Sylvaine Hinglais, ill. de Benjamin Chaud, A. Michel jeunesse, 2001
- La dent d'Ève, texte de Jo Hoestlandt, ill. de Benjamin Chaud, Actes Sud junior, 2001
- Mystère et cacahuètes, texte Didier Dufresne, ill. de Benjamin Chaud, Milan, 2001
- Que mangent-ils ?, texte d'Emmanuel Trédez, ill. par Benjamin Chaud, Nathan, 2001
- Le rêve fou de Pat l'éléphant, texte d'Emmanuel Trédez, ill. par Benjamin Chaud, Nathan, 2002
- Série En grande forme, textes du Dr Françoise Rastoin-Faugeron, Nathan, 2002 - 2006 : 
  - L'alimentation ; Les maladies ; La propreté ; Le sommeil ; Les dangers ; Naissance ; Les cinq sens ; L'environnement ; L'école ; Le sport ; Les émotions ; Grandir
- Au bord de la mer, texte de Françoise de Guibert, ill. Benjamin Chaud, Larousse, 2003
- T'es trop moche, Jim Caboche !, texte de Guy Jimenes, ill. par Benjamin Chaud, Nathan, 2003
- Comptines des sorcières, textes de Françoise Bobe, ill. par Benjamin Chaud, Bayard jeunesse, 2004
- Mon atlas du corps humain, texte de Benoît Delalandre, illustrations de Benjamin Chaud et Jérémy Clapin, Larousse, 2007
- Mon atlas Larousse des animaux, textes Éric Mathivet, ill. Benjamin Chaud et Jérémy Clapin, Larousse, 2008
- Tout nu, texte Taï-Marc Le Thanh, ill. Benjamin Chaud, Gautier-Languereau, 2008
- Rollinettes, texte François Rollin, illustrations de Benjamin Chaud, Éd. l'Édune, 2011
- Se laver, quelle aventure !, texte Manuela Monari, ill. Benjamin Chaud ; traduit de l'italien par Chiara Gennaretti et Chopan, Cambourakis, 2012
- Le petit Roro : mon tout tout premier dico, texte Corinne Dreyfuss, ill. Benjamin Chaud, Actes Sud junior, 2012
- Georgia : tous mes rêves chantent, texte de Timothée de Fombelle, ill. Benjamin Chaud ; raconté par Cécile de France, production de l'ensemble Contraste, Gallimard jeunesse musique, 2016 - album-CD Pépite du Salon du livre et de la presse jeunesse de Montreuil 2016[20].
- Tous super-héros : La coupe de tout le monde, texte Lilian Thuram et Jean-Christophe Camus, ill. Benjamin Chaud, couleurs Nadeige Imbert Cousinié, Delcourt, 2017 Prix Bull'gomme 53 2017[21].
- Le Livre de la jungle, d'après l’œuvre de Rudyard Kipling, illustré par Benjamin Chaud ; musique de Félix Le Bars, Gallimard jeunesse musique, 2019
- Héliotrope, scénario de Joann Sfarr, illustrations de Benjamin Chaud, Éd. Dupuis, 2022
- Héliotrope tome 2 : le palais des voleurs,  scénario de Joann Sfarr, illustrations de Benjamin Chaud, Éd. Dupuis, 2022
- 101 façons de lire tout le temps, texte de Timothée de Fombelle, Gallimard, 2022

## Décoration
- Chevalier de l'ordre des Arts et des Lettres 2013[22]

## Prix et distinctions
- 2007 : Prix des incorruptibles pour La fée coquillette fait la maîtresse[16], texte de Didier Lévy, illustré par Benjamin Chaud
- 2016 : Pépite du Salon du livre et de la presse jeunesse de Montreuil pour Georgia : tous mes rêves chantent[20] de Timothée de Fombelle (texte), Benjamin Chaud (illustrations), Cécile de France (voix), Arnaud Thorette (direction artistique), Johan Farjot (direction musicale), Alain Chamfort, Émily Loizeau, Albin de la Simone et al. (musique), (Gallimard Jeunesse Musique, Contraste productions)
- 2016 : Coup de cœur Jeune Public automne 2016 de l'Académie Charles-Cros pour Georgia avec Timothée de Fombelle, Cécile de France et l'ensemble Contraste[23]
- 2017 : Prix Bull'gomme 53 pour Tous super-héros : La coupe de tout le monde[21], texte Lilian Thuram et Jean-Christophe Camus, ill. Benjamin Chaud.
- Sélections 2017, 2018, 2019 et 2020 pour le Prix commémoratif Astrid-Lindgren[10]
- 2022 : Prix Bernard Versele[24] pour Les adultes ne font jamais ça, qu'il a illustré, sur un texte de Davide Cali

- Plusieurs de ses ouvrages font partie de la « Bibliothèque jeunesse idéale » du Centre national de la littérature pour la jeunesse (BnF)[4] : 
  - des tomes de la série Pomelo, écrite par Ramona Bádescu, qu'il a illustrée
  - Une chanson d'ours (2011), qu'il a écrit et illustré
  -  Simon se promène, sur un texte d'Eva Susso (2018), qu'il a illustré.

## Quelques expositions récentes
- 2016 :
  - « L'art à table »[11],[12], Musée de Poche, Paris.
  - « Le pire anniversaire de ma vie », Galerie Les Originaux, Paris.
- 2017 : « Face à face », « Illustrer l'enfance »[25], exposition collective de 7 illustrateurs européens : Delphine Bournay, Beatrice Alemagna, Annabelle Buxton, Audrey Calleja, Mara Cerri (Italie), Benjamin Chaud, Carmen Segovia (Espagne), Salon du livre et de la presse jeunesse de Montreuil.
- 2018 : Exposition collective d'illustrateurs jeunesse, Festival international Étonnants Voyageurs[26], Saint-Malo, Ille-et-Vilaine.
- 2019 : 
  - « Parole aux animaux »[27], exposition collective, divers illustrateurs, dont Antoon Krings, Nathalie Novi, François Place, François Roca, Olivier Tallec et Shaun Tan, galerie Gallimard, Paris.
  - « A la recherche de Petit ours », Médiathèque George Sand[28], Enghien-les-Bains, Val-d'Oise.
  - « Pomelo, Georgia & Cie », Galerie Robillard, Paris[29],[5].

## Adaptation de son œuvre en série animée
La série jeunesse d'une douzaine de titres La fée Coquillette, créée en 2005, écrite par Didier Lévy, qu'il a illustrée, a été adaptée en série d'animation de neuf épisodes, en 2009 :
- La fée Coquillette, les Armateurs, Sony pictures home entertainment : Maybe movies, 2009.